# Małko Drjanowo
Małko Drjanowo (bułg. Малко Дряново) – wieś w południowej Bułgarii, w obwodzie Stara Zagora, w gminie Bratja Daskałowi. Według danych Narodowego Instytutu Statystycznego, 31 grudnia 2011 roku wieś liczyła 94 mieszkańców.

## Historia
W miejscowości znajduje się wiele pozostałości rzymskich akweduktów i trackich mogił. Do 1906 roku wieś nazywała się Chadżiołar. W 1912 roku w czasie wojnen bałkańskich 1 mieszkaniec wstąpił do legionu Macedońsko-Adrianopolskiego